# Karboxylatjon
En karboxylatjon är en jon som en karboxylsyra bildar vid protolys. Karboxylatjoner kan även bilda salter.
Det rationella namnet på en karboxylatjon erhålls från motsvarande karboxylsyra genom att suffixet "-syra" byts ut mot "-oat". Exempelvis bildar metansyra metanoat-joner. Det finns många trivialnamn på karboxyljoner, i likhet med karboxylsyror. Exempelvis kallas ättiksyrans jon normalt för acetatjon.
Karboxylatjoner stabiliseras genom resonans.